# Вугільний басейн Дзьобан
Вугі́льний басе́йн Дзьо́бан (яп. 常磐炭田, じょうばんたんでん, МФА: [d͡ʑoːbaɴ tandeɴ]) — вугільний басейн в Японії. Розташований на сході острова Хонсю. Простягається від містечка Томіока префектури Фукусіма до міста Хітаті префектури Ібаракі. Центр місцевої вугільної промисловості протягом 1870–1985 років.